# Divizia A de handbal feminin 2013-2014
Divizia A de handbal feminin 2013-2014 a fost a 48-a ediție a eșalonului valoric secund al campionatului național de handbal feminin românesc. Competiția a purtat anterior numele Categoria B sau Divizia B, însă a fost redenumită în 1996, când fosta Divizie A a devenit Liga Națională. Întrecerea este organizată anual de Federația Română de Handbal (FRH).
La sfârșitul competiției, două echipe au promovat direct în Liga Națională 2014-2015, iar alte două au primit dreptul de participare la un baraj de promovare. CSM Unirea Slobozia și SC Mureșul Târgu Mureș sunt echipele care au promovat direct.

## Echipe participante
Precum în fiecare an, cele două serii au fost împărțite pe criterii geografice, cu scopul de a limita deplasările lungi și a reduce astfel costurile.

### Seria A
În seria A au concurat 12 echipe. Acestea au fost:
| - CS Știința Bacău - CS Rapid București - CSU Știința București - ACS Spartac București - ACS Școala 181 București - CS HM Buzău | - HC Danubius Galați - CSM Dunărea Giurgiu - HCF Piatra Neamț - HC Activ CSO Plopeni - CSM Unirea Slobozia - CSU Târgoviște |

### Seria B
În seria B au concurat inițial 12 echipe, însă HC Vlady Oradea a fost exclusă de FRH, conform regulamentului, după două neprezentări. Cele 11 echipe rămase au fost:
| - CSM Bistrița - HC Vlady Oradea - SCM Pitești - Național Râmnicu Vâlcea - CS Universitatea Reșița - HC Alba Sebeș | - ACS Bowling Sfântu Gheorghe - CSM Slatina - CSU Târgu Jiu - SC Mureșul Târgu Mureș - CS Timișoara - CSU Timișoara |

## Clasament
|  | Echipe promovate în Liga Națională 2014-2015      |
|  | Echipe care au participat la barajul de promovare |
|  | Echipe excluse din Divizia A 2013-2014            |

### Seria A
Clasament valabil pe 17 mai 2014, la finalul competiției.
| Poz. | Echipa                   | J  | V  | E | Î  | GM  | GP  | DG    | P  |
| ---- | ------------------------ | -- | -- | - | -- | --- | --- | ----- | -- |
| 1    | CSM Unirea Slobozia      | 22 | 21 | 1 | 0  | 764 | 448 | + 316 | 64 |
| 2    | CS HM Buzău              | 22 | 19 | 0 | 3  | 701 | 549 | + 152 | 57 |
| 3    | ACS Școala 181 București | 22 | 16 | 2 | 4  | 706 | 572 | + 134 | 50 |
| 4    | CSU Știința București    | 22 | 16 | 1 | 5  | 658 | 515 | + 143 | 49 |
| 5    | CS Rapid CFR București   | 22 | 13 | 0 | 9  | 745 | 719 | + 26  | 39 |
| 6    | CS Știința Bacău         | 22 | 11 | 1 | 10 | 618 | 574 | + 44  | 34 |
| 7    | HC Danubius Galați1)     | 22 | 1  | 1 | 10 | 574 | 563 | + 11  | 33 |
| 8    | HCF Piatra Neamț         | 22 | 8  | 0 | 14 | 527 | 577 | – 50  | 24 |
| 9    | HC Activ CSO Plopeni     | 22 | 6  | 1 | 15 | 549 | 632 | – 83  | 19 |
| 10   | ACS Spartac București    | 22 | 4  | 0 | 18 | 521 | 698 | – 177 | 12 |
| 11   | CSM Dunărea Giurgiu      | 22 | 2  | 1 | 19 | 493 | 679 | – 186 | 7  |
| 12   | CS Târgoviște            | 22 | 1  | 0 | 21 | 409 | 739 | – 330 | 3  |

1) HC Danubius Galați a fost penalizată cu un punct pentru folosirea unui număr mai mare de jucătoare cu dublă legitimare decât cel permis de regulament.

### Seria B
Clasament valabil pe 17 mai 2014, la finalul competiției.
| Poz. | Echipa                    | J  | V  | E | Î  | GM  | GP  | DG    | P  |
| ---- | ------------------------- | -- | -- | - | -- | --- | --- | ----- | -- |
| 1    | SC Mureșul Târgu Mureș    | 20 | 17 | 1 | 2  | 644 | 491 | + 153 | 52 |
| 2    | HC Alba Sebeș             | 20 | 16 | 1 | 3  | 561 | 458 | + 103 | 49 |
| 3    | CSM Slatina               | 20 | 15 | 0 | 5  | 573 | 452 | + 121 | 45 |
| 4    | SCM Pitești               | 20 | 15 | 0 | 5  | 566 | 476 | + 90  | 45 |
| 5    | CSM Bistrița              | 20 | 13 | 2 | 5  | 536 | 454 | + 82  | 41 |
| 6    | Național Râmnicu Vâlcea1) | 20 | 9  | 1 | 10 | 487 | 484 | + 3   | 25 |
| 7    | CS Timișoara              | 20 | 8  | 0 | 12 | 566 | 620 | – 54  | 24 |
| 8    | CSU Târgu Jiu             | 20 | 5  | 1 | 14 | 467 | 599 | – 132 | 16 |
| 9    | CS Universitatea Reșița   | 20 | 5  | 1 | 14 | 480 | 555 | – 75  | 16 |
| 10   | Bowling Sfântu Gheorghe   | 20 | 1  | 2 | 17 | 416 | 536 | – 120 | 5  |
| 11   | CSU de Vest Timișoara     | 20 | 1  | 1 | 18 | 441 | 612 | – 171 | 4  |
| 12   | HC Vlady Oradea2)         |    |    |   |    |     |     |       |    |

1) Național Râmnicu Vâlcea a fost penalizată cu trei puncte pentru neprezentare.
2) HC Vlady Oradea a fost exclusă din campionat, pe 28 ianuarie 2014, pentru 2 neprezentări.